# Suslic mexicà
El suslic mexicà (Ictidomys mexicanus) és una espècie de rosegador de la família dels esciúrids. Viu a Mèxic i els Estats Units. Els seus hàbitats naturals són les zones àrides, amb herba o amb herba i matolls. També se'l pot veure a zones amb gespa, com ara cementiris i camps de golf. És una espècie en risc mínim, és a dir, no sembla que hi hagi cap amenaça significativa per a la seva supervivència.